# Alexandre de Trebisonda
Alexandre Comnè o Skantarios Comnè en grec medieval Ἀλέξανδρος / Σκαντάριος Κομνηνός) va ser coemperador de l'Imperi de Trebisonda, primer amb el seu pare Aleix IV de Trebisonda i després, després de diversos anys d'exili, amb el seu germà Joan IV de Trebisonda.

## Biografia
Alexandre va ser el segon fill de l'emperador Aleix IV, que va regnar del 1417 al 1429 i de la seva esposa, Teodora Cantacuzena. Durant el regnat del seu pare, el seu germà gran Joan va intentar deposar Aleix, però al fracassar, va fugir a Geòrgia. Aleix va nomenar Alexandre coemperador. No obstant això, el 1429 Joan va tornar a Trebisonda i va aconseguir apoderar-se de l'Imperi. Aleix va ser assassinat pels partidaris de Joan, i Alexandre desterrat de Trebisonda. Va anar a Constantinoble a viure amb la seva germana Maria Gran Comnena. Quan el viatger castellà Pedro Tafur el va conèixer a l'octubre de 1429 a Constantinoble, va anotar les xafarderies que corrien: "diuen que les relacions [d'Alexandre] amb ella són deshonestes".
Des de Constantinoble, Pedro Tafur va viatjar a Trebisonda on va conèixer el germà d'Alexandre l'emperador Joan, i després va viatjar a Feodòssia abans de tornar cap a Venècia. En el seu viatge de tornada, Tafur es va aturar a Mitilene a l'illa de Lesbos, on es va trobar de nou amb Alexandre. En aquesta visita va trobar que Alexandre s'havia casat amb Maria, filla del genovès senyor de Lesbos, Dorino I Gattiluso. Segons Tafur, Alexandre "estava preparant vaixells per sortir cap a Trebisonda contra el seu germà". Tafur li va donar la notícia de què Joan havia establert una aliança amb "el turc", i que havia estat segellada amb el matrimoni de Joan amb "una filla d'un turc", i que seria perjudicial per a tots fer la guerra.
Altres informadors confirmen que Alexandre tenia previst enderrocar el seu germà. Els arxius genovesos contenen una còpia d'una carta enviada a Dorino Gattiluso on se li demanava que fes el que pogués per aconseguir la pau entre Alexandre i el seu germà l'emperador i oferint a Alexandre una pensió permetent-li viure allà on volgués, Mitilene o Constantinoble. La República de Gènova tenia interessos comercials a Trebisonda que es podrien veure perjudicats per una guerra civil entre els germans.
Els interessos genovesos van canviar una dècada després. Després de l'atac del germà petit d'Alexandre contra David de Trebisonda a Feodòssia l'any 1447, Gènova va fer una oferta que recolzava els esforços d'Alexandre per recuperar el tron. Tanmateix, quan es va escriure la carta, el 1451, Alexandre i Joan, aparentment, s'havien reconciliat. Alexandre, Maria i el seu fill vivien ara a Trebisonda. Michel Kuršanskis fins i tot suggereix que Joan, desconfiant del seu germà petit, havia convertit Alexandre en coemperador i més tard va fer que el jove Aleix fos el seu hereu.
Alexandre va morir en algun moment abans que seu germà Joan el 1459.

## Família
Alexandre i Maria van tenir un fill conegut, Aleix. Després de la caiguda de Trebisonda, Maria va ser portada al serrall del sultà Mehmet II durant un temps perquè "es deia que era una de les dones més boniques i agradables". Però és dubtós que el jove sultà volgués casar-se amb una dona que aleshores tenia gairebé 50 anys, i a més era vídua. Se sap que moltes dones que vivien a l'harem imperial no eren esposes del sultà ni concubines. No és clar si Aleix va ser executat amb el seu oncle David el 1463.